# Rue Pajol
Rue Pajol (Pajolova ulice) je ulice v Paříži. Nachází se v 18. obvodu. Je pojmenována podle Napoleonova generála Pierra Clauda Pajola (1772–1844).

## Poloha
Ulice je orientována z jihu na sever a spojuje náměstí Place de la Chapelle a Place Hébert.

## Historie
Dnešní ulice se skládá z bývalých ulic Rue Neuve-de-Strasbourg (část mezi Place de la Chapelle a Rue du Département), Rue de Strasbourg (mezi Rue du Département a Rue Riquet) a Rue Neuve-du-Bon-Puits (mezi Rue Riquet a Place Hébert).
Svůj současný název nese ulice od 2. října 1865.

## Významné stavby
- Kostel Panny Marie Chaldejské